# Kapitan z „Oriona”
Kapitan z „Oriona” – polski telewizyjny film obyczajowy z 1977 roku w reż. Zbigniewa Kuźmińskiego.

## Opis fabuły
Historia młodego kapitana, który obejmuje swój pierwszy statek, niewielki trawler. Prymus szkoły morskiej o niedużym stażu zostaje mianowany kapitanem statku rybackiego. Doświadczona załoga „Oriona” ostentacyjnie demonstruje swoją niechęć do nowego przełożonego. Konflikt potęguje „pech” kapitana – statek nie łowi ryb nawet na najlepszych łowiskach. Dopiero wykrycie przez dowódcę przyczyny, polegającej na awarii jednego z urządzeń, rehabilituje go w oczach załogi.

## Role
- Wiesław Zanowicz(inne języki) – kapitan
- Wojciech Kostecki – pierwszy oficer „Szturman”
- Stanisław Michalski – Nowaczyk, chief na „Orionie”
- Jerzy Rogalski – praktykant
- Lech Grzmociński – bosman
- Stefan Iżyłowski(inne języki)
- Florian Staniewski
- Józef Osławski – rybak
- Marek Nowakowski – radiooperator
- Józef Fryźlewicz – dyrektor przedsiębiorstwa
- Zbigniew Gawroński(inne języki)
- Tadeusz Gwiazdowski – krawiec
- Juliusz Lisowski – szyper
- Adam Trela

oraz załoga statku S/T „Tyśmienica”